# Mirotworez
Mirotworez, auch Myrotworez transkribiert, (ukrainisch Миротворець, wissenschaftliche Transliteration Myrotvorecʹ, Aussprache [mɪrɔ'tvɔrɛt͡sʲ], deutsch Friedensstifter) ist die Webpräsenz der ukrainischen, nichtstaatlichen Organisation Zentr Mirotworez (Центр «Миротворець», Zentrum „Friedensstifter“).

## Inhalt
Laut Eigendarstellung handelt es sich beim Zentr Mirotworez um ein „Zentrum der Forschung über Anzeichen von Verbrechen gegen die nationale Sicherheit der Ukraine, Frieden, Humanität und das Völkerrecht“. Zudem biete es „Informationen für Strafverfolgungsbehörden und spezielle Dienste bezüglich pro-russischer Terroristen, Separatisten, Söldner, Kriegsverbrecher und Mörder“ an.

## Feindesliste „Tschistilischtsche“
Auf der Internetseite werden unter einem Reiter namens „Tschistilischtsche“ (Чистилище, Fegefeuer, Betonung: Tschistílischtsche) persönliche Daten von Personen in russischer Sprache veröffentlicht, die von den Betreibern als „Feinde der Ukraine“ angesehen werden. Internationale Bekanntheit erlangte sie im Fall der Ermordung der Oppositionellen Oles Busyna und Oleh Kalaschnikow im Jahr 2015. Beide wurden samt vollständiger Adressen im „Fegefeuer“ eingetragen und einen bzw. zwei Tage später vor ihren jeweiligen Wohnhäusern niedergeschossen.
Im Mai 2016 veröffentlichte Mirotworez über 4000 Namen, Telefonnummern und Mailadressen von in- und ausländischen Journalisten, die aus der Ostukraine berichtet hatten. Die OSZE und das Komitee zum Schutz von Journalisten (CPJ) zeigten sich besorgt. Insgesamt umfasste die Liste im Januar 2022 über 187.000 Namen.

## Organisation

Emblem von Myrotvorets (verwendet 2014 bis 2022)

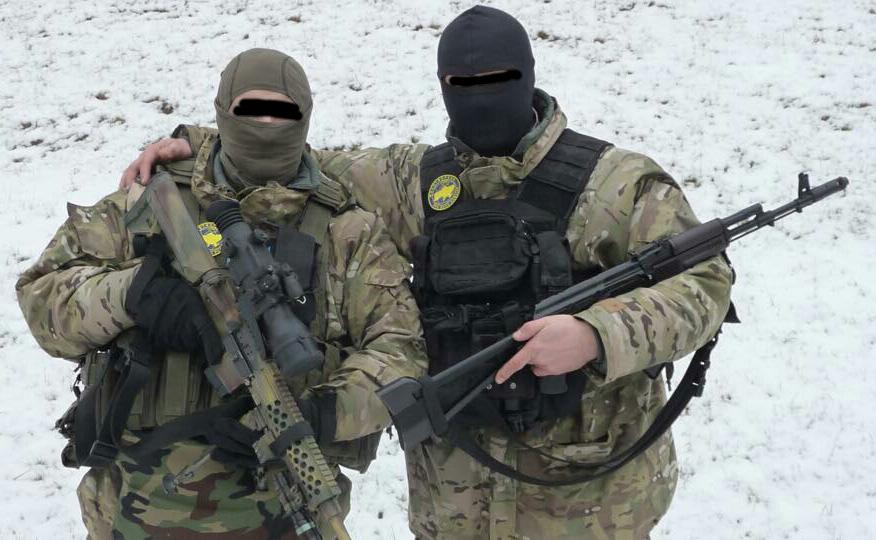
Mitglieder der Mirotworez im Februar 2015

Das Zentr Mirotworez begann sich im Sommer 2014 in Folge des laufenden Russisch-Ukrainischen Krieges zu entwickeln. Es wurde im Dezember desselben Jahres als Projekt der ukrainischen NGO Narodnyj Tyl (Народний Тил, etwa Nationale Heimatfront) begründet.
Dabei handelt es sich laut Eigenangaben um eine Non-Profit-Organisation, die die Ukrainische Armee mit Sachspenden unterstützt (z. B. medizinischer Ausrüstung).
Mirotworez soll Verbindungen sowohl zum ukrainischen Inlandsgeheimdienst SBU als auch zum Innenministerium der Ukraine haben.
Mitbegründer und Leiter von Nardodnyj Tyl ist Heorhij Tuka, der am 22. Juli 2015 von Präsident Petro Poroschenko zum Gouverneur der Oblast Luhansk ernannt wurde. Poroschenko sagte dazu wörtlich: „Ich betone noch einmal: Er ist ein neuer Mensch mit einem tadellosen Ruf, mit Intoleranz gegenüber Korruption, mit neuem Denken, mit modernen Nicht-Standard-Entscheidungen und vor allem – mit der Ukraine im Herzen. Das ist Heorhij Tuka.“
Ende April 2016 wurde Tuka vom Präsidenten aus seinem Amt enthoben und noch am selben Tag zum Stellvertretenden Minister für Angelegenheiten von vorübergehend besetzten Gebieten und Binnenvertriebenen ernannt.
2015 umfasste das Zentrum Friedensstifter laut eigener Aussage ca. 250 Mitglieder, die sowohl in als auch außerhalb der Ukraine lebten. Direktor der Organisation ist Roman Sajzew, ehemaliger Mitarbeiter eines SBU-Büros in der Oblast Luhansk. Mirotworez veröffentlicht seit seiner Gründung wiederholt Informationen über ausländische Staatsbürger, die in der Ukraine auf Seiten der Separatisten kämpfen oder kämpften. Dies führte unter anderem dazu, dass Anfang 2016 bulgarische Behörden ein Strafverfahren gegen Georgi Blisnakow, einen Bürger Bulgariens, einleiteten. Gegen mindestens vier weitere Personen wurden ähnliche Schritte erwogen.

## Kontroversen
Am 14. April 2015 wurden die Euromaidan-Gegner Oles Busyna und Oleh Kalaschnikow von einem Autor mit dem Pseudonym „404“ unter dem Reiter „Fegefeuer“ auf Mirotworez eingetragen. Diese Einträge beinhalteten Beschreibungen und die vollständigen Adressen der beiden Oppositionellen. Im Fall von Busyna war auch eine Handynummer aufgelistet. Kurz darauf klagte Kalaschnikow über Todesdrohungen, die er in Folge der Veröffentlichung erhalten habe.
Am Abend des 15. sowie am Mittag des 16. April wurden die Regierungskritiker vor ihren jeweiligen Wohnhäusern in Kiew niedergeschossen.
Kurz nach den Morden wurden auf dem Twitter-Account des Mirotworez folgende Nachrichten verfasst:
- „Für den erfolgreichen Abschluss des ihm gestellten Auftrags wurde dem Agenten ‚404‘ heute ein außerordentlicher Titel vergeben sowie ein wertvolles Geschenk ausgehändigt.“
- „Agent ‚404‘ hat sich erneut ausgezeichnet. Für den erfolgreichen Abschluss des heutigen Kampf-Auftrages erhält er einen kurzzeitigen Urlaub.“[26]

Einige Tage nach den Erschießungen behaupteten die Betreiber der Website, dass die Daten des Journalisten Busyna erst nach seiner Ermordung veröffentlicht wurden. Dies sei im Laufe einer „Spezialoperation“ mit dem Ziel geschehen, die „Wata“ (abfällige Bezeichnung für pro-russische Personen) dazu zu provozieren, sich selbst und ihre Bekannten auf Mirotworez zu suchen. Durch das Eingeben ihrer Daten im Suchfeld der Seite würden sie diese an das Zentr Mirotworez verraten. Die Tweets der Einrichtung hätten denselben Zweck erfüllt. Seitenbegründer Heorhij Tuka sagte in einem Interview, dass sich nach den Morden das Konzept von Mirotworez nicht ändern werde. Leute, die als Separatisten und Terroristen verdächtigt werden, sollten sich einfach an ein Gericht wenden. Er würde auch die Adressen von Bojko, Bondarenko, Chomutjnnik und „anderem Dreck“ bereitstellen, wenn er sie denn kennen würde. Zudem seien auf Mirotworez die Daten von mehr als 25000 Menschen abgespeichert. Mehr als 300 von ihnen wären entweder verhaftet oder getötet: „Warum sollte ich mir Sorgen um irgendwelche zwei ‚Podonki‘ (etwa Abschaum, Bodensatz) machen, die Schuld am Krieg sind?“
Am 11. Mai 2016 äußerte die die OSZE-Beauftragte für Medienfreiheit, Dunja Mijatović in einer Presseaussendung ihre Besorgnis aus.
Am 24. Mai 2016 kritisierte das Komitee zum Schutz der Journalisten (CPJ) in einem offenen Brief an den ukrainischen Präsidenten Petro Poroschenko, dass Mirotworez trotz Auffliegen des Skandals weiter neue Daten von Journalisten auf der Homepage veröffentlicht und bereits mehrere Journalisten aufgrund dieser Veröffentlichungen bedroht worden sind und forderte Poroschenko auf, „öffentlich klarzustellen, dass das ukrainische Innenministerium im Gegensatz zu den früheren Erklärungen von Innenminister Avokov entschlossen ist, Journalisten zu schützen und die für ihre Bedrohung verantwortlichen Personen festzunehmen.“
Am 2. Juni 2016 veröffentlichten die britische Botschaft in Kiew eine gemeinsame Erklärung der Botschafter der G7-Staaten, in der die Veröffentlichung personenbezogener Daten von Journalisten und die Bezeichnung der Journalisten als „Kollaborateure mit Terroristen“ kritisiert wird, weil dies „die persönliche Sicherheit der Betroffenen und die hart erkämpfte Medienfreiheit der Ukraine“ gefährde. Sie forderten Mirotworez auf, die personenbezogenen Daten von der Webseite zu nehmen und „Hetzreden“ zu unterlassen.
Am 3. August 2016 teilte die stellvertretende ukrainische Ministerin für Informationspolitik, Tetjana Popowa, ihren Rücktritt mit, weil die Regierung und die Behörden zu wenig gegen die gewaltsamen Übergriffe gegen Journalisten und gegen Mitworez, das sogar auch Tetjana Popowa auf der Mitworez-Homepage bloßgestellt hatte, unternommen hätten. Sogar Beamten hätten sich auf die Seite von Mitworez gestellt. Allen voran Anton Heraschtschenko, ein Berater des Innenministeriums und Mitglied des Parlaments, von dem einige glaubten, dass er eine Rolle bei der Initiierung der Veröffentlichung gespielt hätte. Auf seinem facebook-Profil mit 100.000 Followern habe er die bloßgestellten Journalisten als „Verräter“ und „terroristische Kollaborateure“ bezeichnet.
In seinem Bericht zur Lage der Menschenrechte in der Ukraine für den Zeitraum vom 15. Mai bis 16. August 2017 begrüßt der UN-Menschenrechtskommissar, dass die ukrainische Staatsanwaltschaft Untersuchungen aufgenommen habe und „fordert die Behörden auf, die Untersuchung in gutem Glauben durchzuführen und Maßnahmen zu ergreifen, um personenbezogene Daten von der Website zu entfernen.“
Gerhard Schröder ist ebenfalls auf der Webseite gelistet. Das Auswärtige Amt der Bundesrepublik verurteilte die Seite „entschieden“.
Die Mirotworez-Webseite dürfte auch andere „patriotische“ Hacker angeregt haben: Anfang August 2018 haben unbekannte Hacker ein Archiv mit E-Mails eines Beamten der von den Rebellen gehaltenen selbsternannten Volksrepublik Donezk (DVR) geleakt. Das Archiv enthielt persönliche Informationen von ausländischen und einheimischen Reportern und Menschenrechtsbeobachtern: Kopien von Reisepässen, Akkreditierungen von Reportern, E-Mail-Adressen und Korrespondenz zwischen Journalisten und Beamten der DVR.
Die Dokumentations- und Forschungsabteilung des „Französischen Amtes für den Schutz von Flüchtlingen und Staatenlosen“ (OFPRA) veröffentlichte am 13. August 2018 einen informellen Bericht über das Mirotworez.
Am 6. Januar 2025 nahm Mirotworez die ukrainisch-jüdische Historiker und Holocaust-Forscherin am Strassler Center for Holocaust and Genocide Studies der Clark University Marta Havryshko wegen angeblicher Verbreitung russischer Propaganda auf, obwohl zu Havryshenkos Forschungsschwerpunkt sexuellen Gewalt im Krieg gehört und Havryshko beispielsweise Vergewaltigung ukrainischer Frauen durch russische Soldaten mehrmals scharf kritisiert hatte. Im Juli 2025 starteten internationale Historiker einen offenen Brief gegen diese und andere Formen der Repression gegen Havryshko.